# 1629–1631年意大利鼠疫

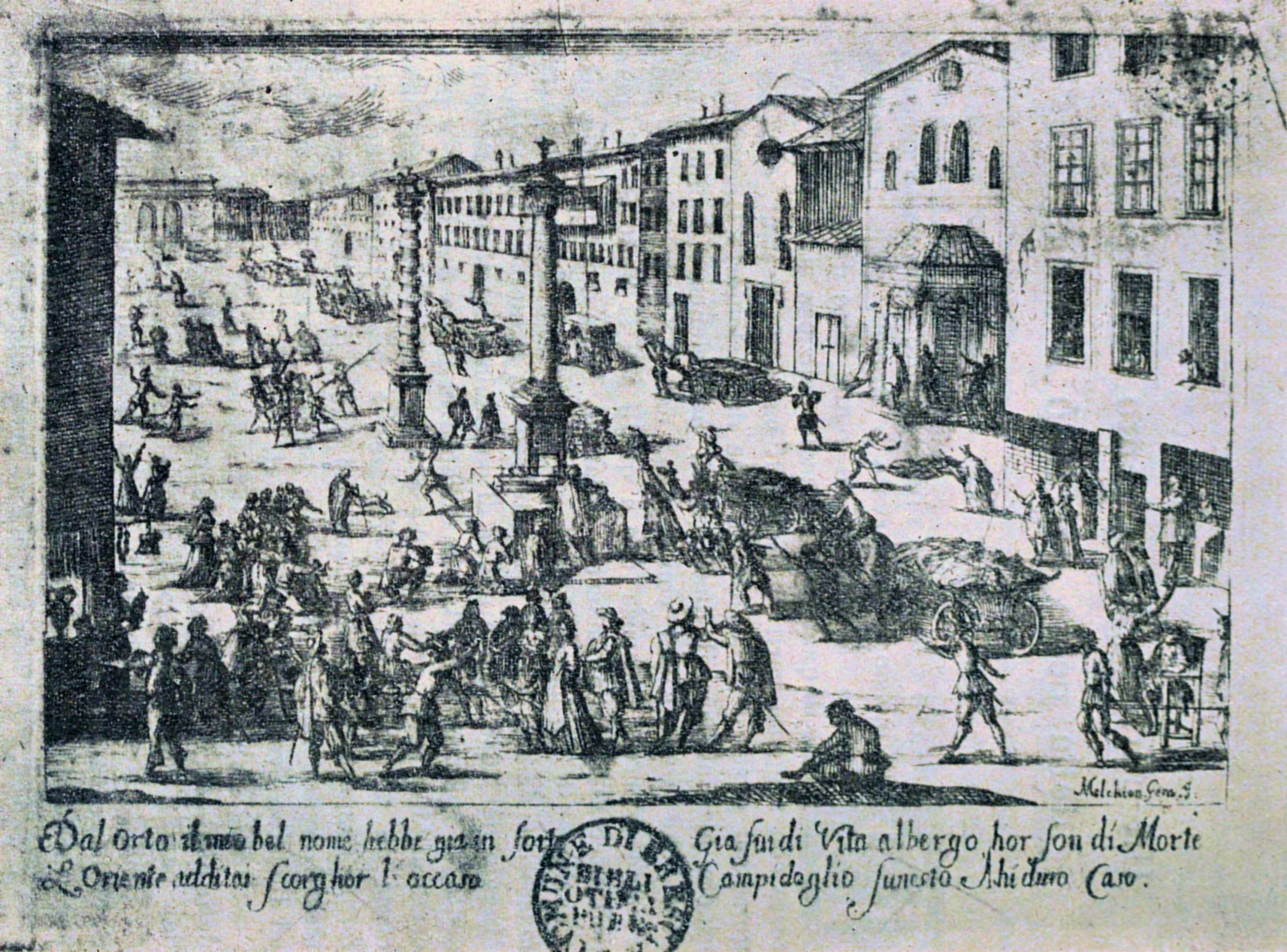
意大利画家Melchiorre Gherardini所作的绘画，描绘了当时米兰地区人们如何用拖车搬运因鼠疫而死的人的遗体（1630年）。

1629–1631年意大利鼠疫（英文：1629–1631 Italian Plague），也称“米兰大鼠疫（Great Plague of Milan）”是指于1629年-1631年间在意大利北部和中部地区爆发的一系列鼠疫疫情，属第二次鼠疫大流行的疫情。此次疫情是欧洲黑死病后的一次重大鼠疫疫情，约造成了100万人死亡、约占意大利总人口的25%，是历史上致死人数最多的流行病之一。也有学者认为此次疫情造成了意大利国力的衰弱。

## 历史
由于欧洲的“三十年战争”（1618年－1648年），1629年，德国和法国的军队调度将鼠疫疫情带到了意大利的曼托瓦。受感染的威尼斯军队随后撤退到意大利的中部和北部地区，导致疫情扩散。
1629年10月，疫情蔓延至伦巴第大区的商业中心——米兰。尽管米兰进行了有效的公共卫生防疫措施，譬如隔离、限制商品交易等，但疫情依然在隐蔽传播。直到1630年3月，由于狂欢节庆祝导致卫生防疫松懈，疫情开始大爆发。1631年的春夏季节则爆发了第二波疫情。最终，米兰的13万人口中有6万人死亡，经济生产受到严重影响。
部分城市的疫情情况：
| 城市     | 1630年总人口 | 死亡人数（截止1631年） | 人口损失比例 |
| -------- | ------------ | ---------------------- | ------------ |
| 维罗纳   | 54,000       | 33,000                 | 61%          |
| 帕尔马   | 30,000       | 15,000                 | 50%          |
| 米兰     | 130,000      | 60,000                 | 46%          |
| 威尼斯   | 140,000      | 46,000                 | 33%          |
| 博洛尼亚 | 62,000       | 15,000                 | 24%          |
| 佛罗伦萨 | 76,000       | 9,000                  | 12%          |